# Donderskamp
Donderskamp, ook wel Konomerume, is een dorp op de grens van de districten Sipaliwini en Coronie.
De herkomst van de naam Donderskamp is onzeker. Volgens een lezing is het een vernoeming naar de priester Petrus Donders die aan het eind van de 19e eeuw in Suriname werkte. Volgens een andere lezing verwijzen zowel 'konomerume' (in de taal van het inheemse volk Karaïben) als 'donder' beide naar 'donder(slag)'. Het dorpshoofd, Robertho Joghie, (stand 2020) is aangesloten bij de Vereniging Inheemse Dorpshoofden Suriname.
In het gebied zijn rond de 24 agrariërs en hun families afhankelijk van de verbouw van de pomtayer dat aan de basis ligt van het Surinaamse gerecht pom. De agrariërs zijn verenigd in de landbouwcoöperatie Donderskamp.
Het dorp heeft verbinding met de regio via de rivier Wajambo. Daarnaast heeft het aansluiting op Zorg en Hoop Airport in Paramaribo via de Donderskamp Airstrip.
In Donderskamp bevindt zich een kliniek. Het beheer was in handen van de Medische Zending die het op 1 november 2017 overdroeg aan het Mungra Medisch Centrum uit Nieuw-Nickerie.
Bij Donderskamp bevindt zich de Arawarasluis die het irrigatiewater voor de rijstvelden van Wageningen reguleert.
Corneliskondre · Donderskamp · Kaaimanston · Witagron